# José Tiznado
José Danilo Tiznado Contreras (Concepción, Región de Biobío, Chile, 3 de septiembre de 1994) es un futbolista chileno. Se desempeña como defensa y actualmente milita en Cobresal de la Primera División de Chile.

## Trayectoria
Se formó en el equipo amateur Unión Miramar de San Pedro de la Paz. Hizo su debut oficial como profesional en Deportes Naval el día 23 de febrero de 2014, en un encuentro válido por Primera B de Chile 2013-14 ante San Marcos de Arica, en el cual el elenco navalino empató 0-0, jugando todo el encuentro.
El segundo semestre del 2017, pese a tener ofertas de Deportes Pintana, firmó contrato con Deportes Copiapó de la Primera B de Chile. Tras 5 temporadas, en diciembre de 2022 es anunciado como nuevo jugador de Unión Española de la Primera División.En noviembre de 2025, es anunciado como refuerzo de Cobresal de Primera División.

## Clubes
| Club             | País  | Año       |
| ---------------- | ----- | --------- |
| Naval            | Chile | 2012      |
| Fernández Vial   | Chile | 2013      |
| Naval            | Chile | 2014-2017 |
| Deportes Copiapó | Chile | 2017-2022 |
| Unión Española   | Chile | 2023-2024 |
| Cobresal         | Chile | 2025-     |